# Lunde (Nome)
Lunde, (alternatief Bjervamoen) is een plaats in de Noorse gemeente Nome, provincie Telemark. Lunde telt 1443 inwoners (2007) en heeft een oppervlakte van 1,67 km². Tot 1964 was Lunde een zelfstandige gemeente. In dat jaar fuseerde Lunde met Holla tot de nieuwe gemeente Nome.
In Lunde stond de automobielfabriek Troll.